# Madonna del Don

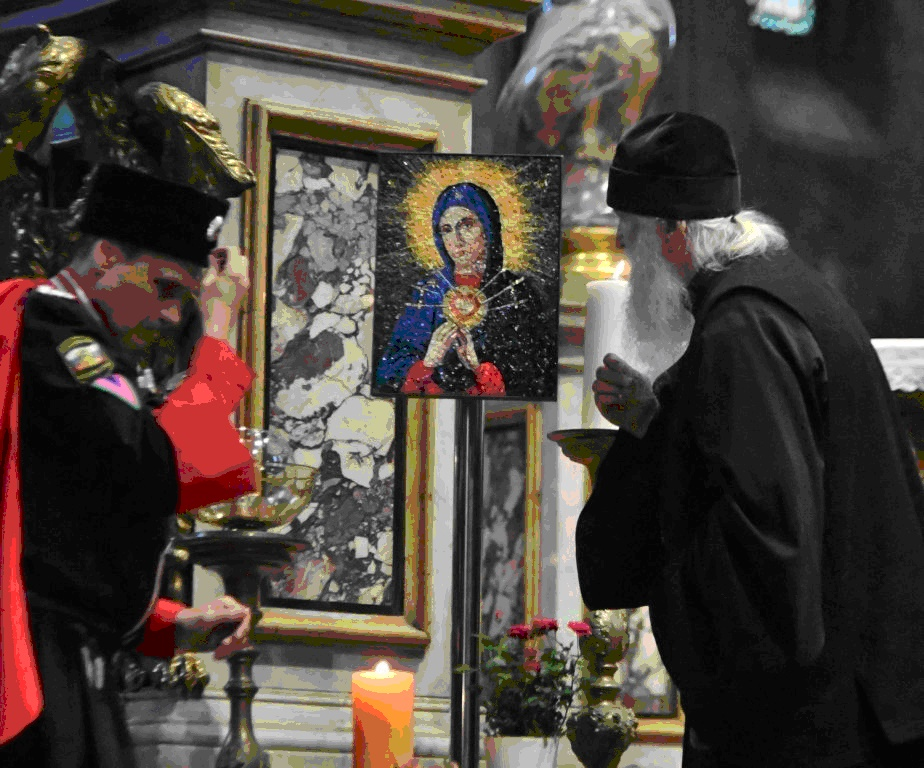
Madonna del Don. Icona cosacca. Opera in mosaico della scuola dei mosaicisti di Spilimbergo. Dimostrata a Trento durante 91° adunata degli alpini il 12 maggio 2018

La Madonna del Don è una icona cosacca russa, proveniente dal monastero maschile ricavato nelle caverne sulla riva del fiume Don, fondato a Bielogorje da una donna cosacca nel 1819 in lode del Santo Pio principe Alessandro Nevskij, raffigurante Maria Madre del Figlio di Dio garante per i peccatori e ricercatrice dei perduti come la invocano i fedeli russi ortodossi, divenuta, dopo la ritirata di Russia, un simbolo per gli Alpini. Sopra la testa della Madonna compare la scritta in greco "Madre del Figlio di Dio".

## Storia
L'icona era stata recuperata fra le macerie di un'isba di Belegorije nella provincia di Podgornoje (Oblast' di Voronež) della Federazione Russa, ed è arrivata in Italia, portata da un alpino in licenza, al quale era stata data in affidamento dal cappellano militare Narciso Crosara, frate cappuccino al seguito del battaglione alpini "Tirano".
L'icona una volta in Italia fu consegnata alla mamma del cappellano militare, dal 1967 è stata posta nella Chiesa dei Cappuccini a Mestre, ogni anno a settembre viene festeggiata dagli alpini, ogni anno a turno una sezione ANA degli alpini dona l'olio per la lampada perpetua.
L'attuale cornice in argento che pesa 14 kg è stata realizzata dall'artista Agelindo Modesto,
Il 13 ottobre 2002, con l'atto di affidamento è divenuta protettrice degli alpini:
Atto di affidamento degli alpini alla Madonna del Don